# Mnium ambiguum
Mnium ambiguum là một loài Rêu trong họ Mniaceae. Loài này được H. Müll. mô tả khoa học đầu tiên năm 1866.